# Daciada

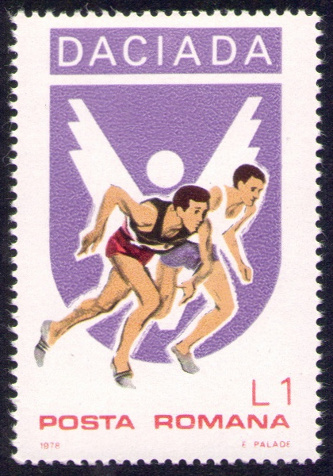
Timbru din 1978 ce promova Daciada

Daciada a fost o competiție polisportivă ce avea loc la fiecare doi ani în Republica Socialistă România, menita să încurajeze participarea în masă la sportul de amatori. Numai șase ediții au avut loc, prima în 1977-1978, când 6 milioane de oameni au participat (din care 2000 au fost selectați pentru a participa în sportul profesionist), iar ultima in iarna anului 1989. Competiția a fost desființată după Revoluția din România. 

## Istoric
Creată la inițiativa președintelui Nicolae Ceaușescu, numele se referă la vechea provincia Dacia, fiind parte din ideologia naționalistă promovată de stat în anii 1970 și 1980. (vezi Comunismul naționalist din România).
Competițiile au fost organizate începând cu anul 1977 în toate întreprinderile, școlile, universitățile, unitățile militare, comune, orașe și județe, în două ediții: de vară (martie-octombrie) și iarna (noiembrie-februarie), cu finala la fiecare doi ani. Daciada a promovat sportul la nivel de școală și organizarea de concursuri pentru toate categoriile de vârstă, care a încurajat elevii să practice sportul și să devină parte din baza de selecție pentru diverse sporturi.
Sub numele Daciadei, statul a construit săli de sport și cluburi la nivel de județ. Chiar și astăzi, multe săli de sport, stadioane și complexe sportive în uz în România datează din acea perioadă.
Un număr de campioni români și câștigători de medalii olimpice, inclusiv Nicu Vlad, Traian Cihărean (haltere), Maricica Puică, Ella Kovacs, Alina Astafei, Paula Ivan (atleți), Sanda Toma (canoe), Vasile Pușcașu (lupte) au concurat și au fost descoperiți în timpul Daciadei.
În 2013, ministrul tineretului și sportului, Nicolae Bănicioiu, a anunțat că intenționează să reînvie Daciada pentru a încuraja tinerii să practice sportul.